# Brit nemzeti tűzoltóemlékmű
A brit nemzeti tűzoltóemlékmű (National Firefighters Memorial) Londonban, a Carter Lane és a Sermon Lane kereszteződésében áll. A talapzaton három lángokkal küzdő, a második világháborút idéző egyenruhájú férfi bronzalakja látható, a talapzaton pedig azon brit tűzoltók neve olvasható, akik szolgálatteljesítés közben vesztették életüket.
Az emlékművet a londoni tűzoltóság azon tagjainak szentelték, akik az angliai csata idején haltak meg, így angol neve is erre az időszakra utaltː Blitz. 1991. május 4-én Erzsébet brit királyné leplezte le. 2000-ben a brit kormány javaslatot tett arra, hogy az emlékmű váljék az Egyesült Királyság valamennyi bevetés során elhunyt tűzoltója és más mentési szakembere közös emlékművévé. 2003-ban nevezték át mai nevére, és az 1700-as évekig visszamenően feltűntették az elhunytak nevét.